# Carlos Enrique Hernández
Carlos Enrique Hernández (Guacara, estado Carabobo, Venezuela; 22 de abril de 1980) es un pelotero venezolano, lanzador zurdo que ha jugado con los Houston Astros en las Grandes Ligas de Béisbol. También formó parte del equipo de los Rays De Tampa Bay jugando con ellos en liga menor las temporadas del 2008 en Clase A , 2008 y 2009 en la triple A con los Durham Bulls.  Tuvo breves pasantías también en la liga mexicana las temporadas del 2012 y 2013.  
Hernández, de 37 años tiene principalmente en su repertorio, bolas bajas y rápidas, curvas y cambios de velocidad. Fue uno de los prospectos mejor clasificados y subió de las ligas menores al equipo de los Astros en 2001.